# Ballestaseilanden

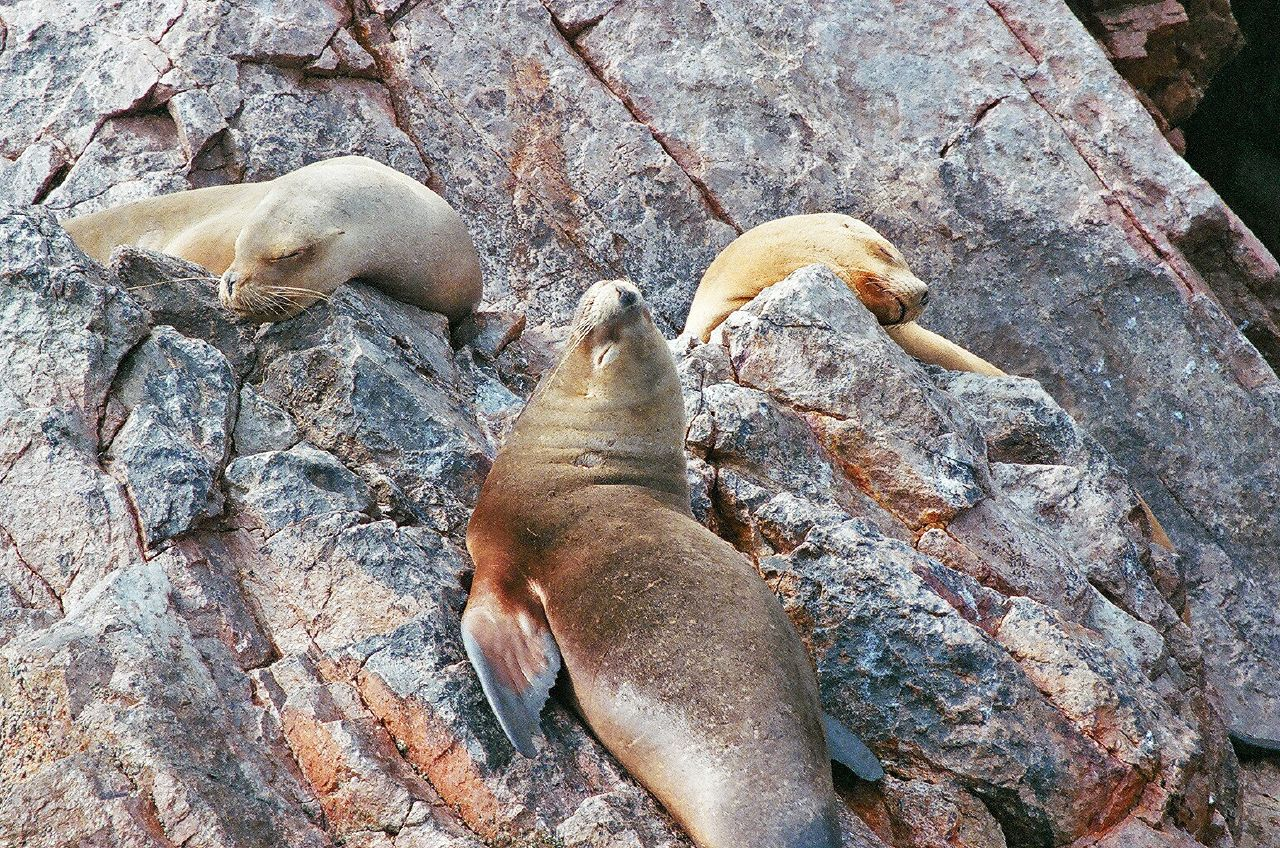
Zeeleeuwen op de Ballestaseilanden

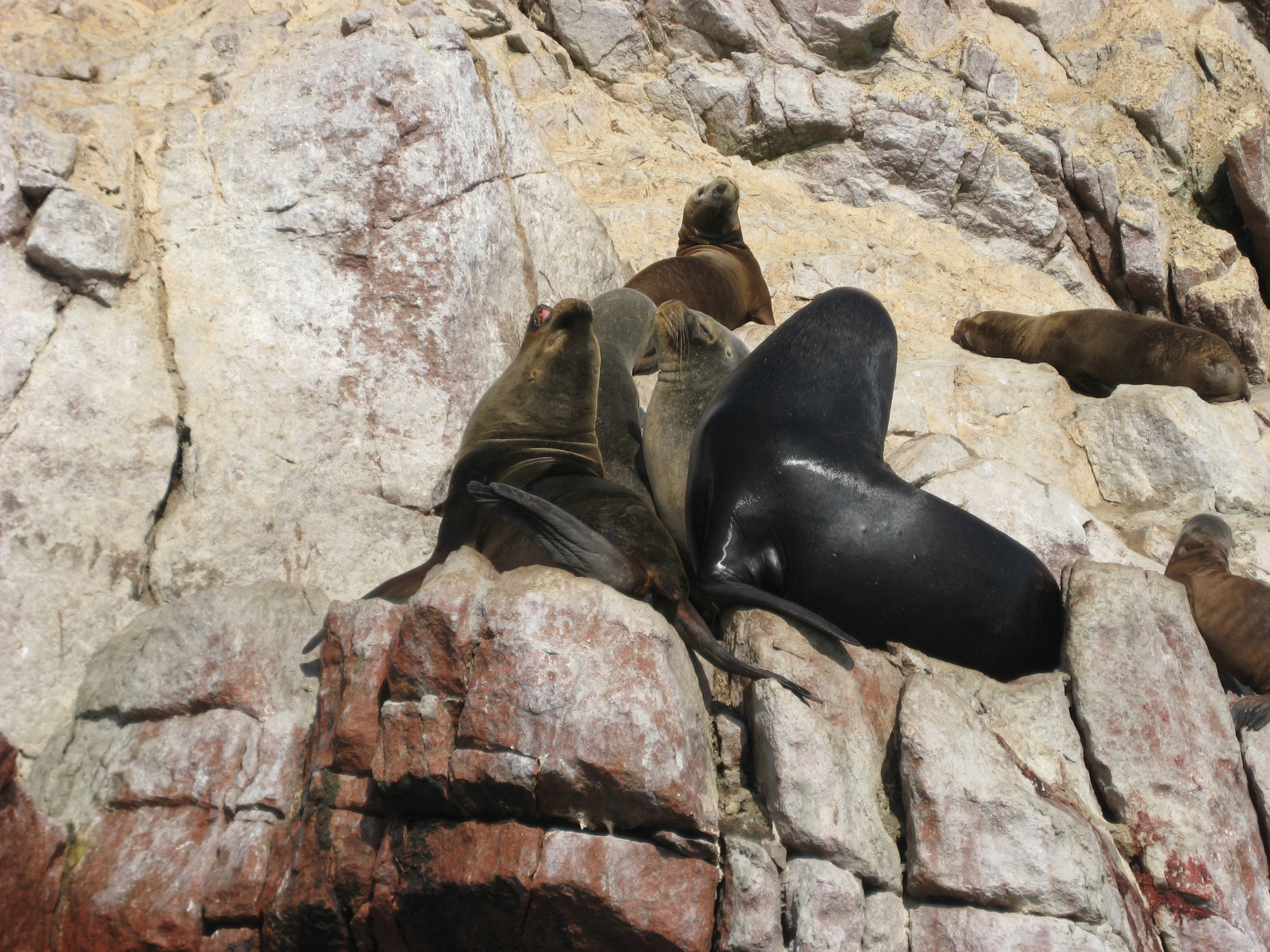
Zeeleeuwen op de Ballestaseilanden

De Ballestaseilanden (Spaans: Islas Ballestas) bevinden zich in de Stille Oceaan, in de buurt van de stad Pisco en het schiereiland Paracas (Peru). Ze worden ook wel de Peruaanse Galápagos (Galápagoseilanden) of de Galápagos van de armen genoemd, vanwege de uitbundige aanwezigheid van maritieme zoogdieren en vogels.
Het archipel bevat drie hoofdeilanden: het noordelijke, het centrale en het zuidelijke Ballestaseiland. Het centrale eiland ligt het meest oostelijk.
Op de eilanden leven veel zeeleeuwen en pinguïns, wat veel toeristen lokt.
Daarnaast wordt op de Ballestaseilanden nog steeds guano, vogelmest, gewonnen. Om de vijf jaar wordt de laag guano van de eilanden geschept en als mest verkocht.